# هادنفلد
هادنفلد (به آلمانی: Hadenfeld) یک شهر در آلمان است که در اشتاینبورگ واقع شده‌است.
 هادنفلد  ۱۱۴ نفر جمعیت دارد.